# Clonage thérapeutique
 (mai 2010).
Si vous disposez d'ouvrages ou d'articles de référence ou si vous connaissez des sites web de qualité traitant du thème abordé ici, merci de compléter l'article en donnant les références utiles à sa vérifiabilité et en les liant à la section « Notes et références ».

Le transfert du noyau d'une cellule somatique peut produire des clones pour l'usage thérapeutique ou encore reproductif. Le schéma montre le déplacement du noyau du donneur pour différents objectifs possibles ; dans la pratique, la totalité de la cellule du donneur est en général transférée.

Le clonage thérapeutique, clonage à visée thérapeutique, ou clonage à fin thérapeutique, est un transfert de noyau de cellules somatiques dans des cellules énuclées, en vue de produire des cellules-souches destinées à se différencier lors d'une phase de culture in vitro et assurer le remplacement de matériel vivant disponible par exemple pour des greffes. La compatibilité avec le malade est garantie par la parenté génétique assurée par ce clonage non-reproductif.

## Méthode
La méthode la plus couramment envisagée consiste à inclure le noyau d'une cellule somatique adulte dans un ovocyte énucléé pour obtenir, par division de la nouvelle cellule, les cellules totipotentes sur lesquelles la recherche fonde de grands espoirs.

## Enjeu scientifique
Devant permettre de produire des organes ou des cellules, le clonage humain thérapeutique (CHT) a pour enjeu essentiel de favoriser les greffes pour remplacer un organe ou des cellules détruits ou détériorés tout en  garantissant la compatibilité génétique de ceux-ci avec le malade. Le clonage thérapeutique aurait ainsi le double avantage de remédier à la pénurie d'organes, et d'éviter pour le malade opéré la prise de traitements à vie contre le rejet, par son organisme, de l'organe greffé.
Le concept, né à la fin du XXe siècle, n'était toujours pas concrétisé en 2005. Il est possible qu'il soit obsolète avant cette réalisation, en raison des progrès sur ces cellules spéciales, qu'il semble possible d'obtenir sans recours à leur fabrication indirecte par clonage.
Selon Axel Kahn, le clonage thérapeutique présenterait très peu d'intérêt médical, contrairement au clonage utilisé à des fins de recherche[source insuffisante].
D'autres scientifiques pensent que le clonage thérapeutique représenterait une avancée majeure dans la lutte contre des maladies actuellement incurables et permettrait de sauver de nombreuses vies. Ainsi, une pétition, signée par 10 personnalités scientifiques, dont deux prix Nobel de médecine, François Jacob et Jean Dausset, a été remise le 17 juin 2005 au président de l'Assemblée nationale afin de soutenir la proposition de loi de l'ancien ministre de la Recherche Roger-Gérard Schwartzenberg, visant à autoriser cette technique à certaines conditions.

## Enjeu sémantique et éthique
« Clonage thérapeutique » ou « Clonage à visée thérapeutique » ?
Il est usuel d'entendre parler de clonage thérapeutique, par opposition au clonage reproductif. Cependant un débat sémantique est né relativement à la réalité conceptuelle, à la compréhension et à la réception médiatique de la méthode.
Selon que l'on insiste sur le fait que le clonage est inscrit dans un processus thérapeutique, ou qu'il n'est pas en soi un médicament qui guérit mais une technique ayant ses exigences pour fournir les cellules qui, elles, permettent de guérir, on préférera dans le premier cas la terminologie « clonage thérapeutique », et dans le deuxième « clonage à visée thérapeutique ».
En faveur de la deuxième expression : ce n'est pas cloner qui guérirait la personne malade, mais l'implantation de cellules obtenues grâce à la technique du clonage. En faveur de la première expression : ces cellules ne pourraient pas être obtenues sans recours à la technique du clonage. (cela n'est plus vrai depuis la découverte de cellules souches adultes dans le sang de cordon...). On peut voir derrière ce débat sémantique un enjeu éthique se dessiner selon le statut qui est accordé aux embryons humains. En effet le clonage thérapeutique tout comme le clonage reproductif nécessite de produire un blastocyste humain, autrement dit un organisme porteur d'au moins une vie humaine. Or adopter la terminologie de « clonage thérapeutique » met sémantiquement entre parenthèses cette étape qui consiste, une fois passé le stade clonage proprement nommé qui permet d'obtenir un blastocyste, à résoudre, indépendamment donc de la technique du clonage elle-même, une alternative, celle portant sur l'avenir de ce blastocyste : 
- le blastocyste sera-t-il implanté dans l'utérus d'une femme pour donner naissance des êtres humains si un jour ceci est possible ? C'est le clonage reproductif ;
- ou prélèvera-t-on de ce blastocyste, le détruisant par là même, les cellules totipotentes pour en faire des cellules ou des tissus humains ? (le clonage dit « thérapeutique »).

La formulation « clonage à visée thérapeutique » explicite ainsi sémantiquement que le clonage dit thérapeutique met en jeu un blastocyste humain. La conséquence de cette explicitation est alors la mise en lumière d'un nouveau débat sémantique : le blastocyste a-t-il la dignité humaine ou pas ? 
Ce débat oppose : 
- ceux qui voient dans le blastocyste une matière simplement organique dénuée de dignité humaine tant qu'il n'est pas implanté dans l'utérus d'une femme, car organisme qui ne peut pas poursuivre le développement embryonnaire, susceptible de donner naissance à un individu, en dehors de l'environnement utérin ;
- ceux qui insistent sur l'origine humaine de ce blastocyste, et sur son potentiel de développement embryonnaire qui est sa raison d'être naturelle, pour récuser à l'usage éthique la division terminologiques des stades embryonnaires, et appeler ainsi ce blastocyste : embryon.

Les références à la matière organique d'un côté et à l'embryon de l'autre, jouent sur nos représentations et notre structuration de celles-ci par rapport à nos valeurs pour susciter une déduction éthique : 
- dans un cas le clonage thérapeutique manipulerait de la matière humaine comme il manipule du sang humain ou un foie ;
- de l'autre il consiste à détruire un embryon et modifierait ainsi la représentation que nous nous faisons de notre descendance perçue non plus comme ayant sa propre finalité mais comme pouvant n'avoir de valeur qu'en tant que simple ressource pour nous-mêmes.

La terminologie « clonage à visée thérapeutique » en définitive n'engage pas une position tranchée sur ce débat, en faveur ou contre la dimension éthique de cette pratique, car chaque argument reste entier et peut trouver d'autres objections relativement à d'autres valeurs : ainsi la dérive scientiste pour l'un, et la dérive impassible à l'égard de la souffrance de personnes vivantes, voire aimées, pour l'autre. Cette terminologie peut ainsi être perçue comme ayant l'avantage ou l'inconvénient, la rigueur vertueuse ou tatillonne, d'intégrer, comme paramètre du concept, le débat moral que cette technique implique. Ainsi, en fonction de l'importance accordée à cette dimension sémantique, selon qu'est souhaité ou non être intégré explicitement cet enjeu moral dans la discussion, sera donc parfois préférée l'une ou l'autre terminologie.
Deux autres considérations non plus théoriques mais pratiques peuvent être mobilisées pour préférer la terminologie « clonage thérapeutique » à celle de « clonage à visée thérapeutique » : 
- l'atout pragmatique que peut avoir la première formulation si elle est perçue comme une formule elliptique ;
- en toute hypothèse le recours à la technique du clonage implique de connaître le motif de cet emploi ; dès lors la question du choix de l'avenir du blastocyste est déterminée avant même la création de celui-ci, ce qui suppose de plus que la question morale sous-tendue par la précision terminologiques a été préalablement tranchée. Sur cette considération, les techniques n'étant pas encore maîtrisées, et les questions éthiques étant encore fortement posées, cette argumentation sous l'angle pratique peut être perçue comme anachronique, voire souhaitée par d'autres comme utopique.